# Belitsa (vattendrag i Vitryssland, Minsks voblast)
Belitsa (ryska: Белица) är ett vattendrag i Belarus.   Det ligger i voblasten Minsks voblast, i den centrala delen av landet, 80 kilometer öster om huvudstaden Minsk.
I omgivningarna runt Belitsa växer i huvudsak blandskog. Runt Belitsa är det glesbefolkat, med 16 invånare per kvadratkilometer.